# Ala di Stura
Ala di Stura is een gemeente in de Italiaanse provincie Turijn (regio Piëmont) en telt 469 inwoners (31-12-2004). De oppervlakte bedraagt 46,1 km², de bevolkingsdichtheid is 10 inwoners per km².
De volgende frazioni maken deel uit van de gemeente: Pian del Tetto, Cresto, Martassina, Mondrone, Villar, Pertusetto.

## Demografie
Ala di Stura telt ongeveer 232 huishoudens. Het aantal inwoners daalde in de periode 1991-2001 met 4,8% volgens cijfers uit de tienjaarlijkse volkstellingen van ISTAT.
| Jaar | Inwoneraantal |
| ---- | ------------- |
| 1991 | 503           |
| 2001 | 479           |

## Geografie
De gemeente ligt op ongeveer 1080 m boven zeeniveau.
Ala di Stura grenst aan de volgende gemeenten: Groscavallo, Chialamberto, Ceres (TO), Balme, Mezzenile, Lemie.

## Externe link

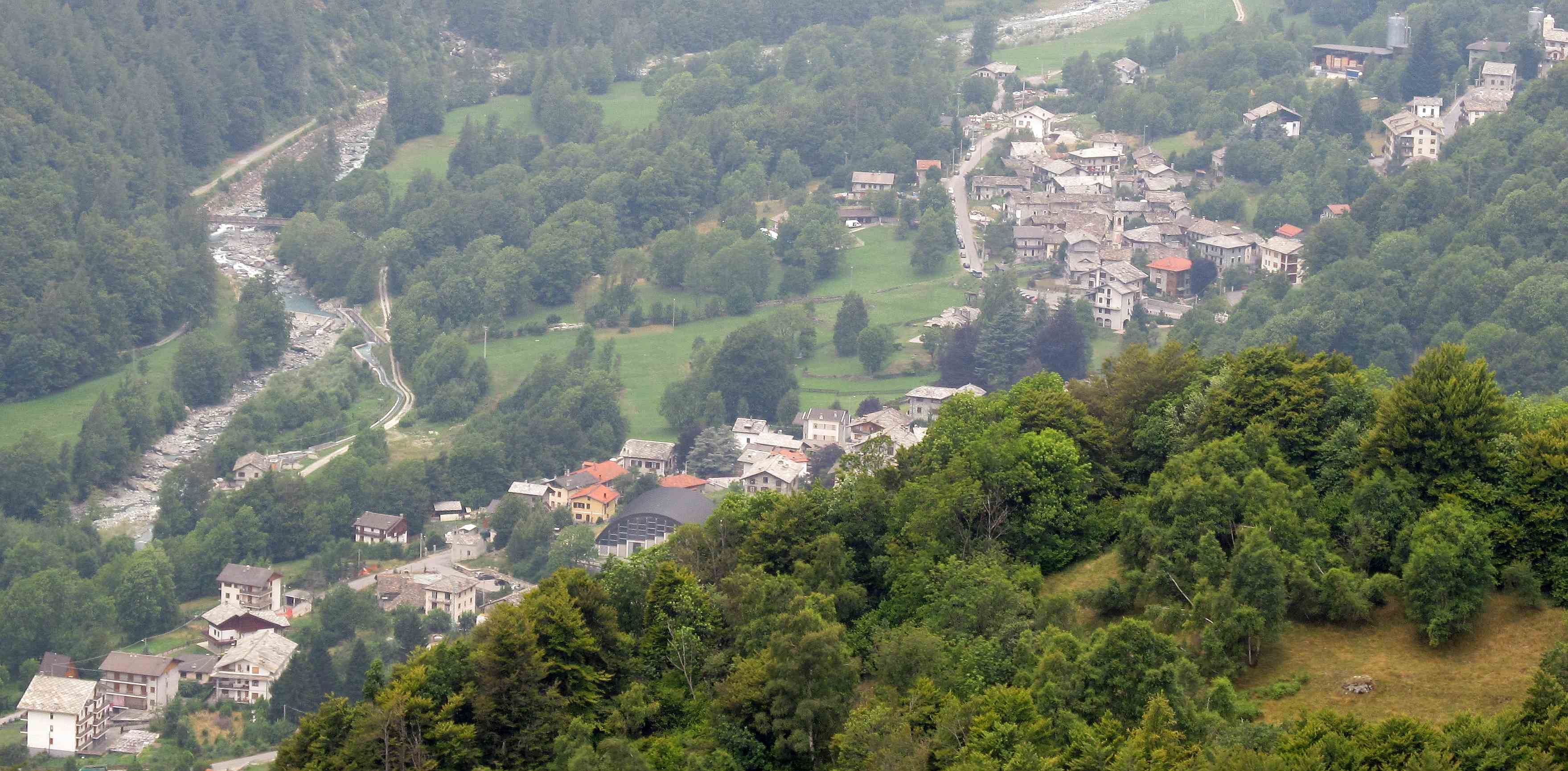
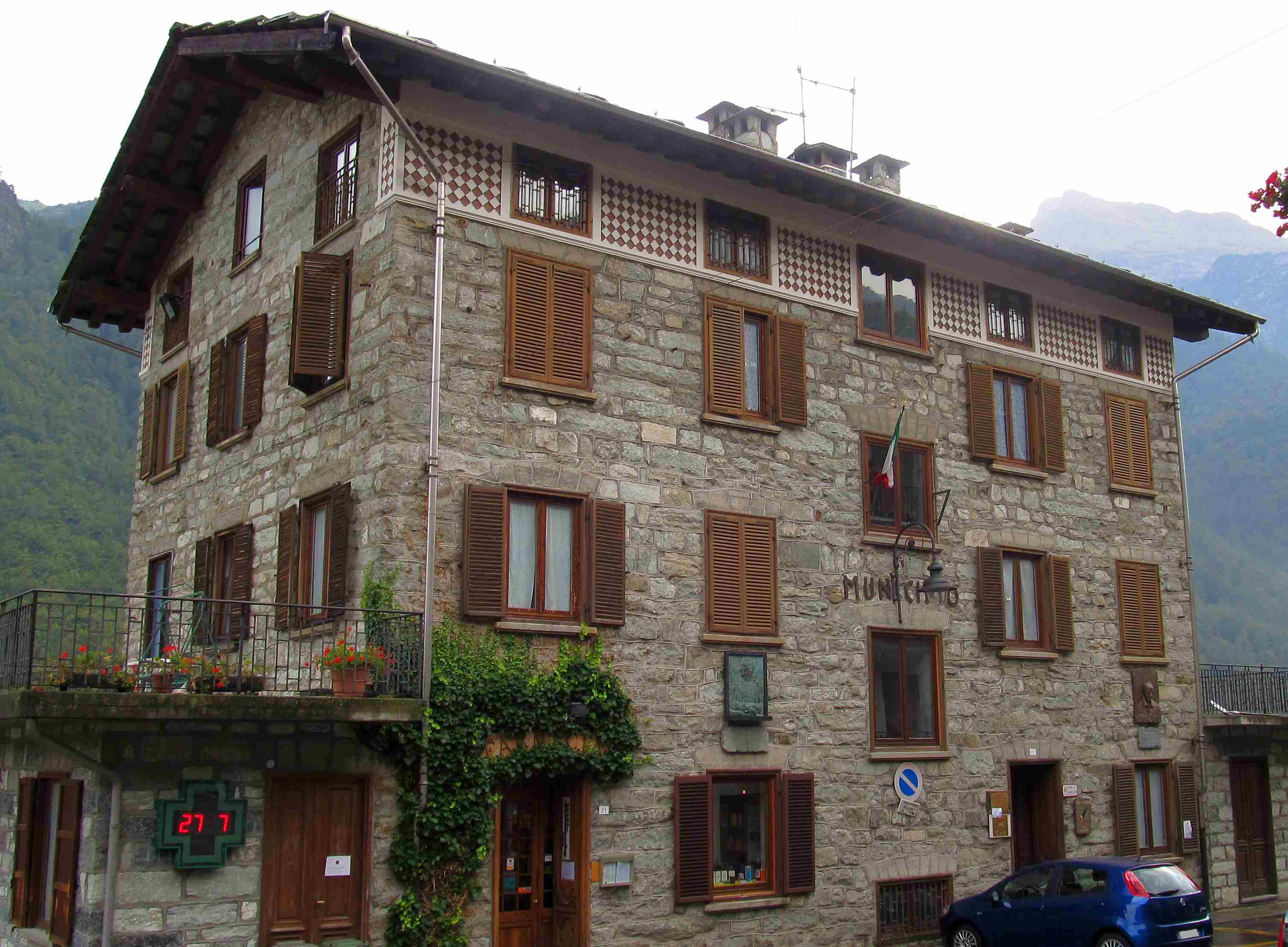